# مقبرة الأدفنتست السبتيين

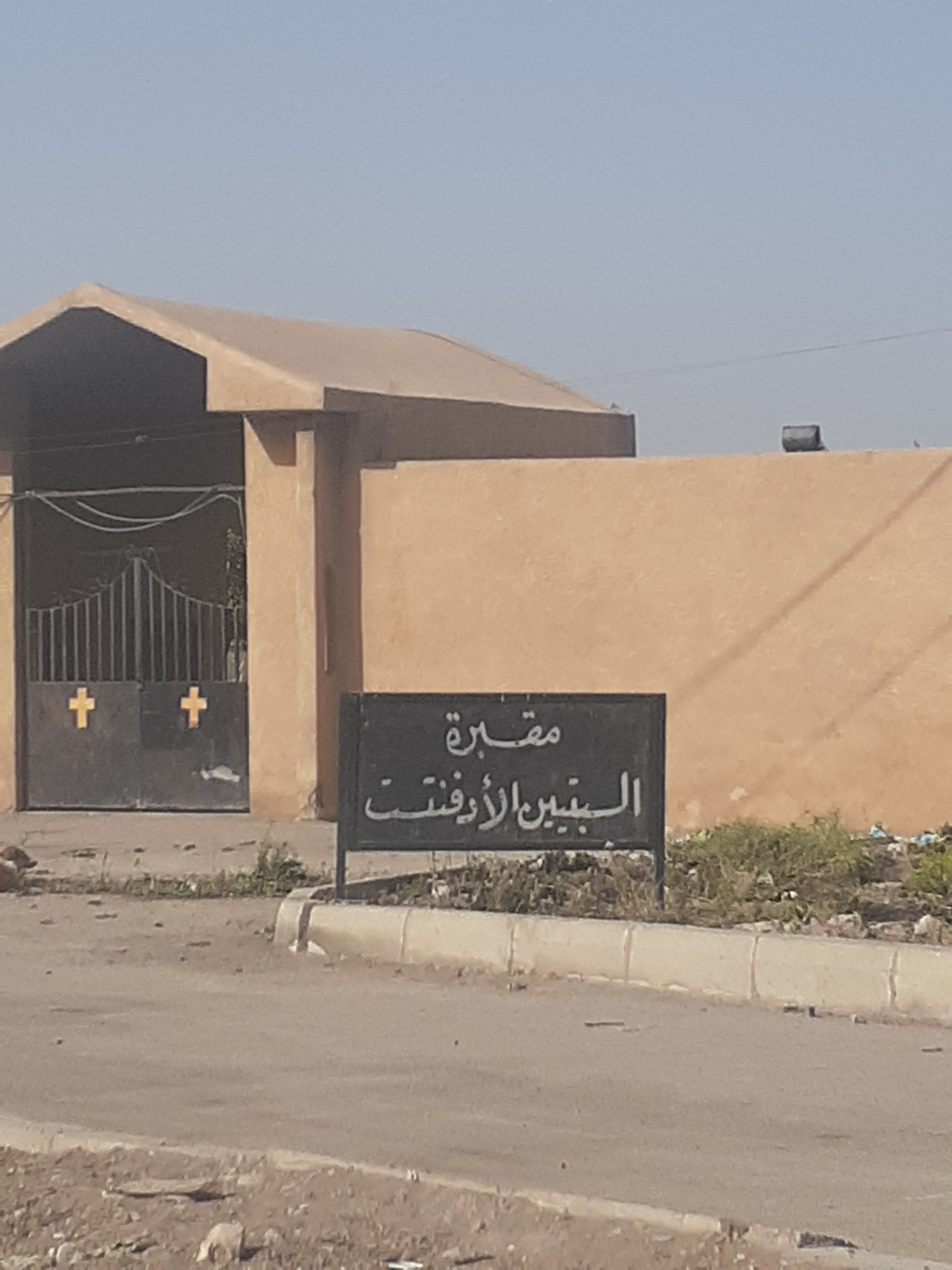
مقبرة السبتيين الأدفنتست

مقبرة خاصة بطائفة السبتيين الأدفنتست المسيحية وتقع على الجانب الأيمن من الطريق المعروف باسم طريق بغداد -خان بني سعد، وهذا الطريق يربط منطقة المعامل التابعة الى قضاء الزوراء في بغداد وناحية بني سعد التابعة الى قضاء بعقوبة في ديالى.
ويذكر ان هذه المقبرة والتي تقع شمال شرق بغداد ، إلى جانبها عدة مقابر، تضم رفاة لأتباع عدد من الكنائس الأخرى منها: 
• مقبرة الروم الأرثوذكس
• مقبرة السريان الكاثوليك 
• مقبرة الكلدان 
• مقبرة كنيسة المشرق الآشورية 
• مقبرة الأرمن الكاثوليك 
• مقبرة اللاتين (السنتر)
وهي تتبع للكنائس التالية:

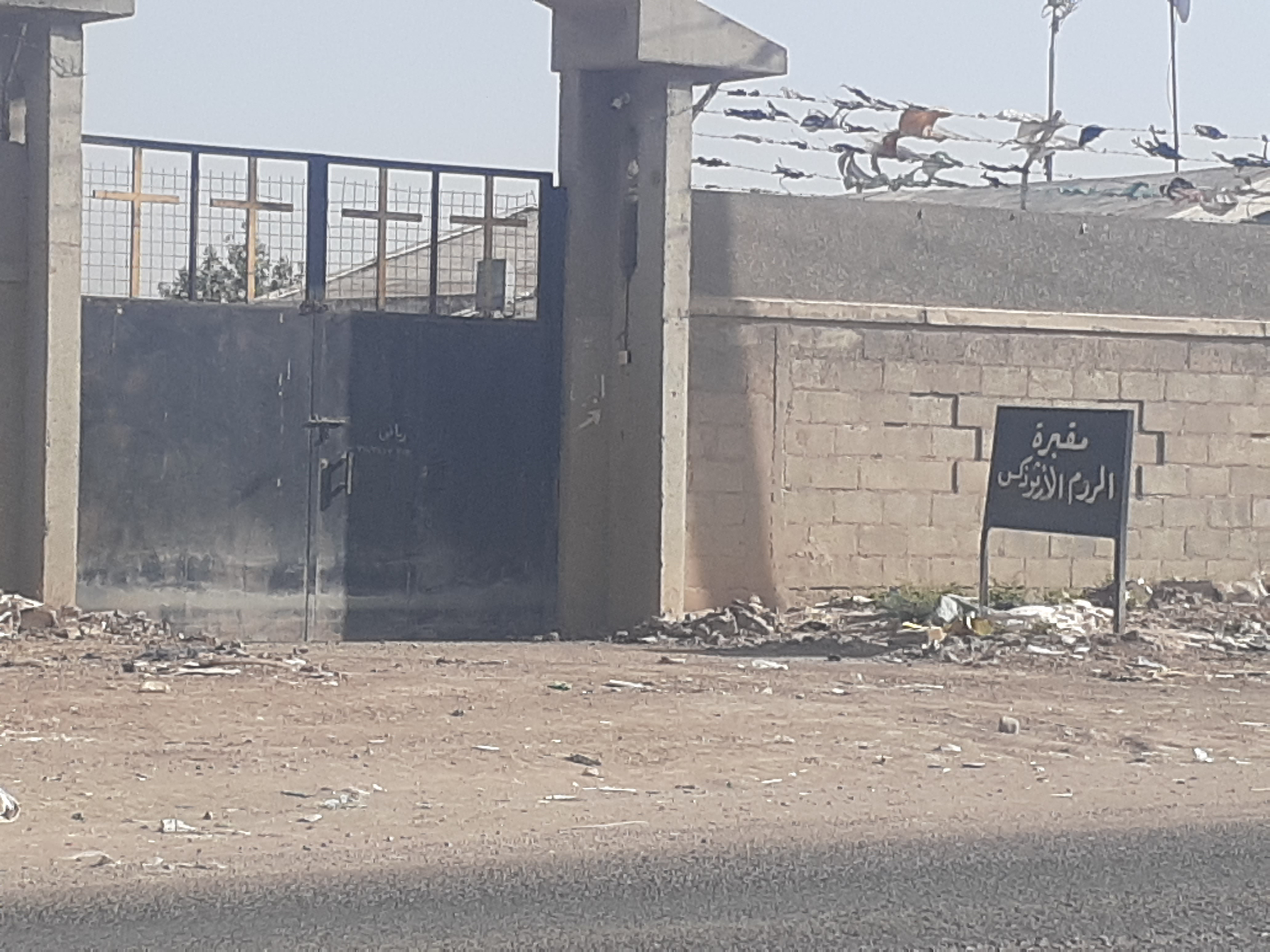
مقبرة الروم الأرثوذكس

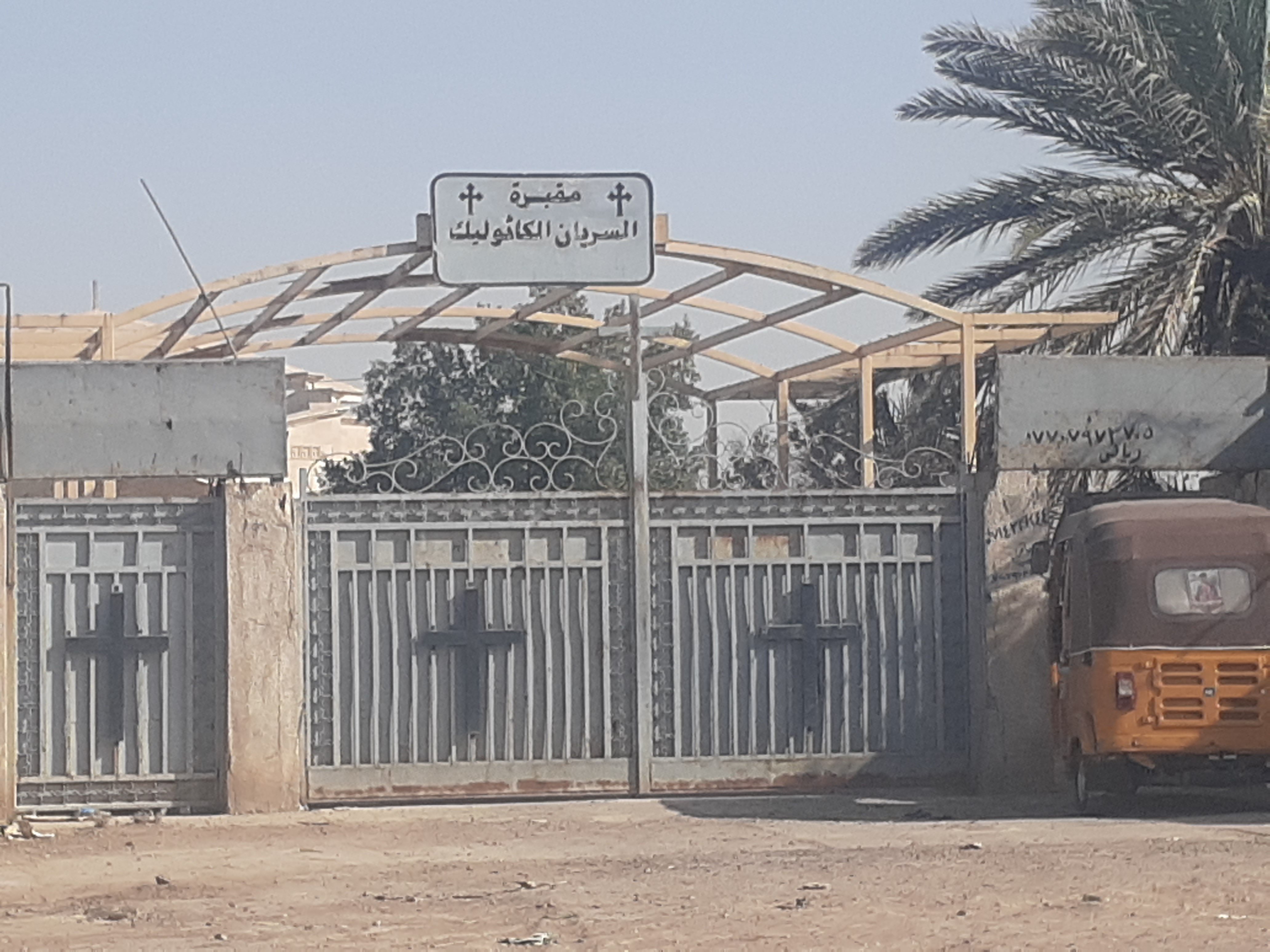
مقبرة السريان الكاثوليك

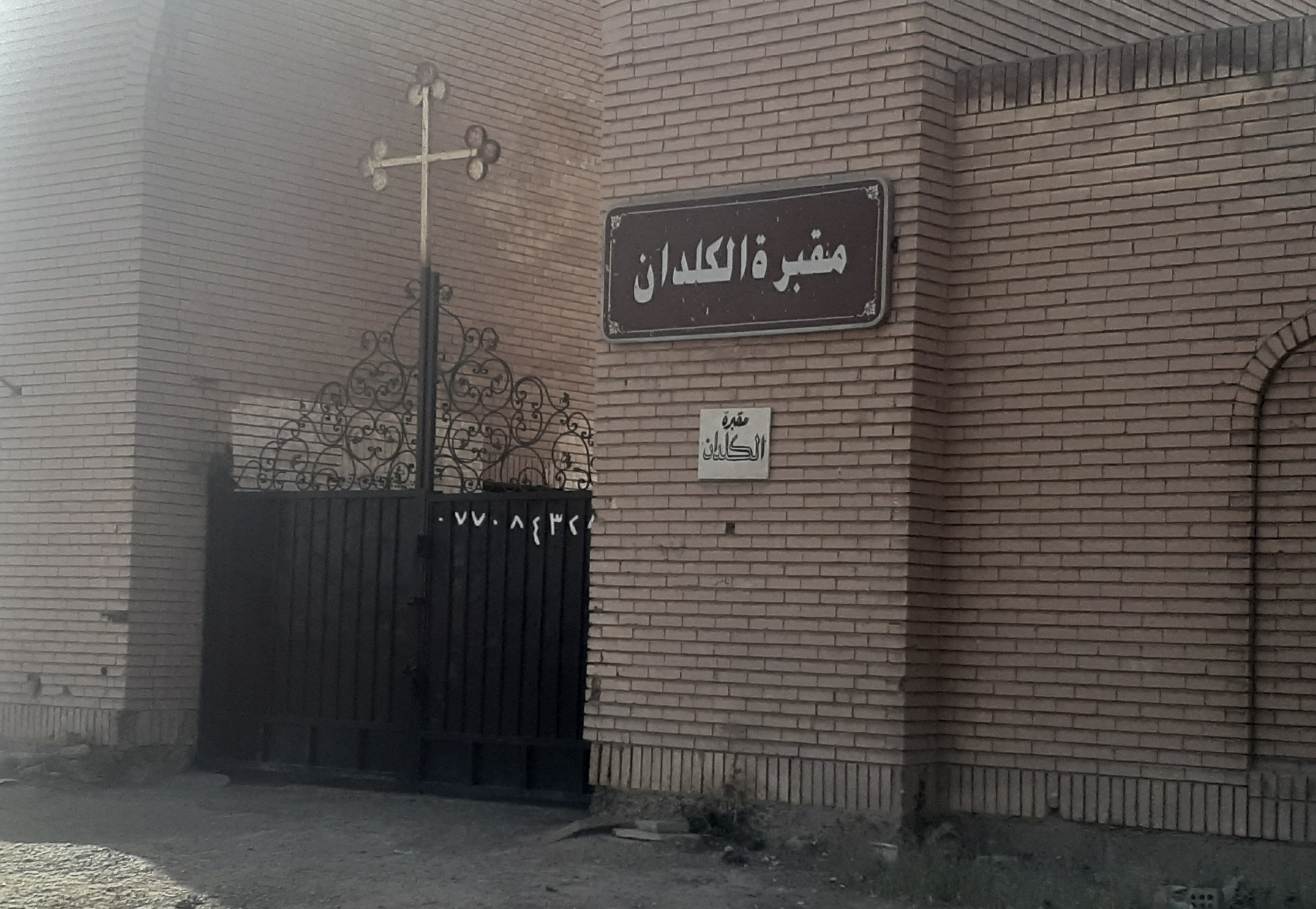
مقبرة الكلدان

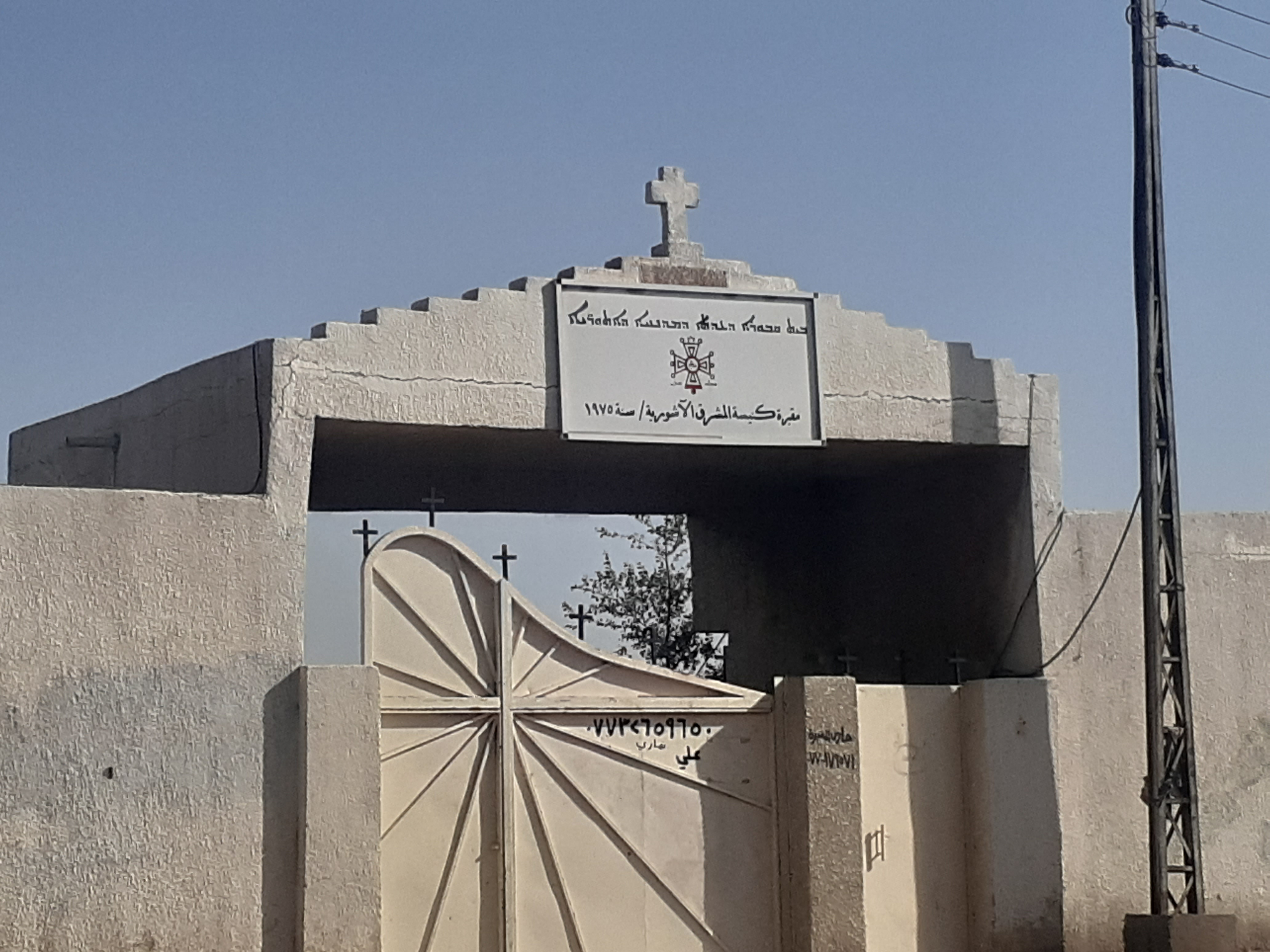
مقبرة كنيسة المشرق الأشورية

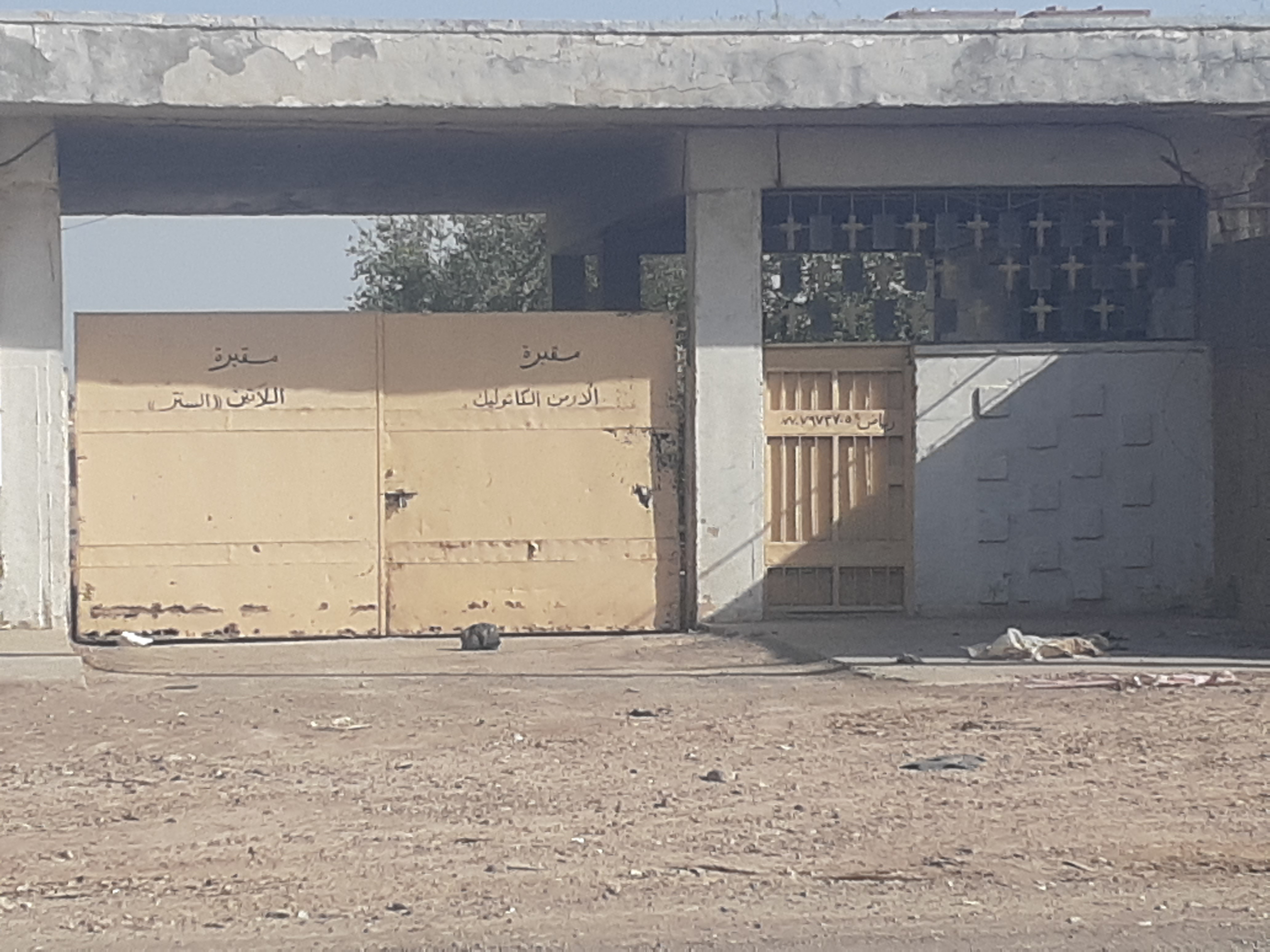
مقبرة الأرمن الكاثوليك ومقبرة اللاتين السنتر

الكنيسة الكلدانية الكاثوليكية، كنيسة المشرق الآشورية، الشرقية القديمة، السريان والروم وكنيسة الأرمن الأرثوذكس.